# العلاقات الأوغندية الجزائرية
العلاقات الأوغندية الجزائرية هي العلاقات الثنائية التي تجمع بين أوغندا والجزائر.

## مقارنة بين البلدين
هذه مقارنة عامة ومرجعية للدولتين:
| وجه المقارنة                                              | أوغندا                        | الجزائر                      |
| --------------------------------------------------------- | ----------------------------- | ---------------------------- |
| المساحة (كم2)                                             | 241.04 ألف                    | 2.38 مليون                   |
| عدد السكان (نسمة)                                         | 42.86 مليون                   | 38.81 مليون                  |
| الكثافة السكانية (ن./كم²)                                 | 177.81                        | 16.31                        |
| العاصمة                                                   | كامبالا                       | الجزائر                      |
| اللغة الرسمية                                             | لغة إنجليزية، اللغة السواحلية | اللغة العربية، لغات أمازيغية |
| العملة                                                    | شيلينغ أوغندي                 | دينار جزائري                 |
| الناتج المحلي الإجمالي (بليون دولار)                      | 25.89 مليار                   | 170.37 مليار                 |
| الناتج المحلي الإجمالي (تعادل القوة الشرائية) بليون دولار | 72.25 مليار                   | 582.63 مليار                 |
| الناتج المحلي الإجمالي الاسمي للفرد دولار أمريكي          | 705                           | 4.21 ألف                     |
| الناتج المحلي الإجمالي للفرد دولار أمريكي                 | 1.77 ألف                      | 14.19 ألف                    |
| مؤشر التنمية البشرية                                      | 0.483                         | 0.745                        |
| رمز المكالمات الدولي                                      | +256                          | +213                         |
| رمز الإنترنت                                              | .ug                           | .dz                          |
| المنطقة الزمنية                                           | ت ع م+03:00                   | ت ع م+01:00                  |

## منظمات دولية مشتركة
يشترك البلدان في عضوية مجموعة من المنظمات الدولية، منها:
| علم المنظمة | اسم المنظمة                               | تاريخ انضمام أوغندا | تاريخ انضمام الجزائر |
| ----------- | ----------------------------------------- | ------------------- | -------------------- |
|             | وكالة ضمان الاستثمار متعدد الأطراف        | 10 يونيو 1992       | 4 يونيو 1996         |
|             | الأمم المتحدة                             | 25 أكتوبر 1962      | 8 أكتوبر 1962        |
|             | الفريق المعني برصد الأرض                  | ?                   | 2005                 |
|             | منظمة التعاون الإسلامي                    | ?                   | ?                    |
|             | منظمة حظر الأسلحة الكيميائية              | ?                   | ?                    |
|             | منظمة التجارة العالمية                    | ?                   | ?                    |
|             | منظمة الشرطة الجنائية الدولية             | ?                   | ?                    |
|             | الاتحاد الأفريقي                          | ?                   | 25 مايو 1963         |
|             | البنك الإفريقي للتنمية                    | ?                   | ?                    |
|             | مؤسسة التنمية الدولية                     | 27 سبتمبر 1963      | 26 سبتمبر 1963       |
|             | يونسكو                                    | 9 نوفمبر 1962       | 15 أكتوبر 1962       |
|             | الاتحاد البريدي العالمي                   | ?                   | ?                    |
|             | البنك الدولي للإنشاء والتعمير             | 27 سبتمبر 1963      | 26 سبتمبر 1963       |
|             | الاتحاد الدولي للاتصالات                  | 8 مارس 1963         | 3 مايو 1963          |
|             | مؤسسة التمويل الدولية                     | 27 سبتمبر 1963      | 23 سبتمبر 1990       |
|             | المركز الدولي لتسوية المنازعات الاستشارية | 14 أكتوبر 1966      | 22 مارس 1996         |

## وصلات خارجية
- موقع وزارة الخارجية الأوغندية
- موقع وزارة الخارجية الجزائرية